# Bataille de Beaver Dams
Guerre de 1812
Batailles
Batailles de la campagne du Niagara :
- Queenston Heights
- Frenchman's Creek
- Fort George (en)
- Stoney Creek
- Beaver Dams
- Black Rock (en)
- Fort Niagara (en)
- Buffalo (en)
- Port Dover (en)
- Fort Érié (1er)
- Chippawa
- Lundy's Lane
- Fort Érié (2e) (en)
- Cook's Mills

La bataille de Beaver Dams a eu lieu le 23 juin 1813, au cours de la guerre de 1812. Une colonne américaine, quitta Fort George pour attaquer le poste de Beaver Dams. En chemin, elle fait halte pour la nuit dans le village de Queenston, en Ontario, que Laura Secord, une habitante informée des projets des Américains, avait quitté peu avant, pour avertir les autorités Britanniques résidant dans la maison Decou's stone à Thorold de leur arrivée. Quand les envahisseurs reprirent leur route, ils furent pris en embuscade par des Indiens et se rendirent finalement au commandant d'un petit détachement de réguliers britanniques. Environ 500 Américains, dont leur chef blessé, furent faits prisonniers. Cette bataille marqua la fin de l’offensive américaine dans le Haut-Canada.

## Contexte
Le 25 mai 1813, les Américains avaient gagné la bataille de Fort George (en), et capturé le fort. Les Britanniques ont reculé leur position jusqu'à un poste à Burlington Heights, près de l'extrémité ouest du lac Ontario, abandonnant brièvement l'ensemble de la péninsule du Niagara aux Américains. Les Américains ont tenté de poursuivre les Britanniques, mais leur avance a été endiguée à la bataille de Stoney Creek par une contre-attaque britannique. Dans le même temps, la flottille de navires de guerre américains qui avaient soutenu leur armée dans la péninsule de Niagara a été retirée à la hâte pour faire face à une menace à leur propre base, et une flottille britannique a menacé les lignes de communications des Américains. Les Américains ont été obligés de reculer à Fort George. Les Britanniques les ont suivis et ont établi un avant-poste à la maison de DeCou dans la ville actuelle de Thorold, à partir de laquelle les autochtones et la milice ont harcelé les avant-postes américains.
Le commandant américain à Fort George, le brigadier général John Parker Boyd, a décidé d’annihiler la menace posée par les raids ennemis et de rétablir le moral de ses hommes grâce à une attaque surprise sur l'avant-poste de la maison de DeCou.

## Stratégie des Américains
Les troupes américaines assignées à l'attaque étaient menées par le colonel récemment promu Charles Boerstler de la 14e Infanterie américaine et se composait du 14e régiment d'infanterie américain de Boerstler, avec des détachements de la 6e, 13e et 23e régiments d'infanterie US, une compagnie d'artillerie avec un canon de campagne de 12 livres et un canon de campagne de 6 livres, et de 20 Dragoons américains. Une armée irrégulière de 40 bénévoles de la milice de New York sous le commandement de Cyrenius Chapin a ouvert la voie. La force a été accompagnée par deux grands chariots de ravitaillement. Au crépuscule, le 23 juin, la force de Boerstler est déplacée dans le secret de Fort George vers le village de Queenston, où ils sont logés dans les maisons et autres bâtiments.
Plusieurs officiers américains avaient déjà eux-mêmes logé dans la maison de la milice du capitaine James Secord, qui avait été grièvement blessé l'année précédente à la bataille de Queenston Heights. Sa femme, Laura Secord, entendit les officiers américains discutant de leurs plans. Très tôt, le 22 juin, elle partit prévenir les Britanniques à la maison de DeCou, marchant sur 17 km à travers les bois jusqu'à ce qu'elle tombe sur un campement amérindien sur le ruisseau Twelve Mile. Les guerriers l'ont emmenée au lieutenant James FitzGibbon, qui commandait l'avant-poste britannique. Les informations qu'elle a transmises à FitzGibbon ont confirmé ce que les Autochtones avaient signalé car ils ont d'abord observé la colonne américaine près de St. David.

## Bataille

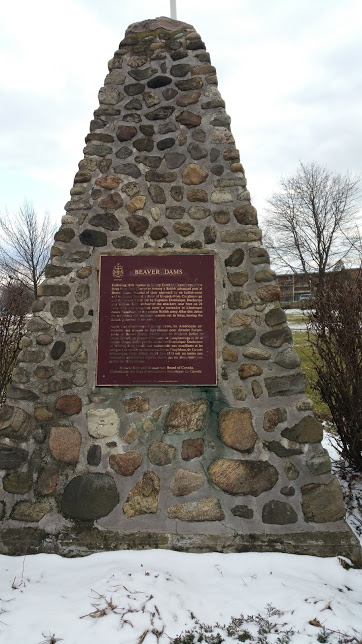
Monument original de la bataille de Beaver Dams, maintenant situé au parc Beaverdams Thorold.

Le principal contingent était composé de 300 indigènes Kahnawake (aussi appelé Agniers). La Kahnawake étaient des Mohawks qui avaient déjà été convertis au christianisme par les missionnaires jésuites. Ils étaient commandés par le capitaine Dominique Ducharme du ministère des Affaires indiennes, assisté par les lieutenants Isaac LeClair et J.B. de Lorimier. Il y avait aussi 100 Mohawks commandés par le capitaine William Johnson Kerr. Ils mettent en place des embuscades dans une zone très boisée 1,5 km à l'est de Beaver Dams. FitzGibbon et 46 hommes du 49e Régiment de fantassins étaient en réserve.
Tôt le 24 juin, les Américains grimpent ce que les habitants ont toujours appelé « la montagne » à Saint-David, et avancent le long de la route de montagne menant à la colonie Beaver Dams. Comme ils approchaient de Ten Mile Creek, ils ont pris conscience des Autochtones qui se rapprochaient de leurs flancs et de leur arrière, mais Boerstler n'a pas changé ses plans. Lorsque les Autochtones ont ouvert le feu, Boerstler a été blessé et placé dans l'un des chariots. Selon des récits américains, ils ont mis les Mohawks en fuite et se sont frayé un chemin hors de la forêt dans des champs à découvert où ils pourraient utiliser leur artillerie et où les Autochtones n'avaient pas l'avantage du terrain, bien que ce récit n'est pas attesté par d'autres témoins.
À ce stade, FitzGibbon est intervenu, s'adressant à Boerstler sous un pavillon de trêve, il a affirmé que les Américains étaient en infériorité numérique et entourés, et que s'ils ne se rendaient pas, il serait incapable de retenir les indigènes d'abattre toute la force américaine. Boerstler, blessé, a capitulé devant le Major de Haren du 104e Régiment, qui venait d'arriver sur le terrain avec un autre détachement de réguliers britanniques de Twelve Mile Creek.

## Pertes humaines
Les Indigènes ont admis cinq chefs et guerriers tués, et 20 blessés, bien que Ducharme a déclaré que 15 ont été tués et 25 blessés.
Le rapport des victimes américaines a déclaré 25 tués et 50 blessés, tous les blessés étant parmi les prisonniers, dont 23 officiers et 489 hommes de troupe. Il a été plus tard affirmé que la plupart des blessés américains ont été tués par les Mohawks.

## Conséquences
La perte du détachement Boerstler a démoralisé les Américains de Fort George. À partir de là et jusqu'à ce qu'ils abandonnent le fort le 10 décembre, ils ont rarement osé envoyer des patrouilles à plus d'un mile de la forteresse. Pour renforcer leur crainte des Indiens, il y eut une autre défaite mineure le 8 juillet quand une partie du 8e Régiment du roi et les troupes de Merritt des Dragoons Provinciaux, accompagnés par des Outaouais sous le commandement du capitaine Matthew Elliott et d'autres Indiens en vertu de leur chef mohawk John Norton, sont allés récupérer un coffre de médicaments qui avait été enterré à la hâte à la ferme de Ball près de Two Mile Creek. Lorsque les Britanniques eurent évacué Fort George en mai, un parti américain du 13e régiment d'Infanterie américain sous le commandement du lieutenant Joseph Eldridge a tenté de poursuivre le détachement britannique, mais a été pris en embuscade, perdant 28 hommes, dont plusieurs ont été scalpés malgré les efforts des agents du ministère des Affaires indiennes pour les en empêcher.
La plupart des soldats réguliers américains et Boyd ont été transférés de Fort George à Sackets Harbor en septembre, laissant le fort entre les mains de la milice de New York.

## Légendes et contes folklorique
Se référant aux rôles respectifs des différents Amérindiens et des Britanniques, une légende locale (peut-être commencée par le chef mohawk John Norton, qui était présent) dit que, « Le Caughnawaga a obtenu la victoire, les Mohawks ont obtenu le pillage et FitzGibbon a obtenu le crédit ».
En 1818, FitzGibbon a fait un rapport au capitaine Kerr contenant entre autres :

« Avec tout mon respect concernant l'affaire avec le capitaine Boerstler, pas un coup de feu n'a été tiré de notre côté, par personne, excepté par les Indiens. Ils ont entraîné le détachement américain dans un état de terreur, et la seule responsabilité que j'endosse est d'avoir profité d'un moment favorable pour leur offrir une protection contre les couteaux des tomahawks et les empêcher de se faire scalper. Le ministère des Affaires indiennes a fait le reste. »

— Rapport de FitzGibbon
Le capitaine Ducharme a affirmé que lui-même n'a pas exigé la reddition des Américains parce qu'étant Canadien français de naissance qui avait passé la plupart de sa vie parmi les Indiens, il ne parlait pas anglais.

### Laura Secord
Plus tard, en 1827, FitzGibbon a écrit :

« Je certifie par la présente que le 22e jour de juin 1813, Mme Secord, épouse de James Secord, est venue à moi à la Beaver Dam après le lever du soleil, venue de sa maison à Saint-David par un itinéraire détourné sur une distance de douze miles, et m'a informé que son mari avait appris d'un officier américain la nuit précédente qu'un détachement de l'armée américaine, alors à Fort George serait envoyé le lendemain matin (le 23.) dans le but de surprendre et capturer un détachement du 49e Régiment. alors à Beaver Dam sous mon commandement. En conséquence de cette information, j'ai placé les Indiens sous le commandement de Norton avec mon propre détachement dans une situation d'intercepter le détachement américain et de nous en occuper pendant la nuit du 22. — Mais l'ennemi n'est venu qu'au matin du 24, lorsque son détachement a été capturé. Le Colonel Boerstler, leur commandant, dans une conversation avec moi a pleinement confirmé les informations qui m'avaient été communiquées par Mme Secord et confirma la tentative n'ayant pas eu lieu le 23 tel initialement prévu. »

— FitzGibbon - 1827
Grâce à sa position, Laura Secord a appris les plans des Américains et est sortie de Saint-David (près de Queenston) le 22 juin, avant que le corps principal américain n'ait quitté Fort George.

## Lieu historique national du Canada
Beaver Dams représente l'une des premières tentatives de créer un parc historique national. En 1914, une convention de groupes historiques et patriotiques de l'Ontario a décidé de demander au ministère de l'Intérieur « pour développer un site de 40 hectares près de Thorold comme un parc du champ de bataille nationale commémorant la bataille de Beaver Dams. »
Bien que Beaver Dams n'a pas eu le statut de parc national, le Conseil des Sites historiques et monuments historiques du Canada a été créé en 1919 pour élaborer une politique du patrimoine au niveau fédéral pour les sites historiques. En 1921, peu de temps après la formation du conseil d'administration, le Comité a recommandé la désignation du site de la bataille de Beaver Dams en tant que Lieu historique national du Canada, ce fut une de ses premières sélections,.
Un monument commémorant la bataille a été inauguré en 1923 et est situé sur le site d'origine de l'événement (près du coin sud-est de l'intersection du chemin Davis et du Vieux-Thorold Stone Road, à environ 1,4 km au sud-est de l'actuelle Thorold), où il se trouvait depuis plusieurs décennies. En 1976, ce monument (ainsi que l'un marquant le site où, en 1876, pendant la construction du 3e canal Welland les restes de 16 soldats américains de la bataille ont été découverts) a ensuite été transféré à plusieurs kilomètres à l'ouest quand le parc de la bataille des Beaverdams a été inauguré et qu'il était question de construire un 5e canal Welland près du champ de bataille. Le site d'origine du champ de bataille est actuellement banalisé, même si on parle d'un marquage pour le bicentenaire avec un « bloc historique ».